# Frederik Gytkjær
Frederik Gytkjær (født 16. marts 1993) er en dansk fodboldspiller, der spiller for Lyngby BK. Han er lillebror til Christian Gytkjær.
Gytkjær er en alsidig spiller og har både spillet som angriber og som midtbanespiller gennem sin karriere. Udover at have spillet for Lyngby har han også spillet to sæsoner for den norske klub Haugesund.
Mellem 2008 og 2012 repræsenterede Gytkjær Danmark på fire niveauer.

## Klubkarriere
Frederik havde sin fodboldopvækst i Ølstykke FC og Lyngby BK.

### Lyngby Boldklub (2012-2016)
Frederik spillede de første år som professionel i Lyngby BK hvor han blev en vigtig spiller på holdet, og scorede hele 34 mål på 105 kampe.
Træner David Nielsen var også ude og rose Frederik Gytkjær i forbindelse med hans skifte til norske Haugesund.

### FK Haugesund (2017-2018)
Den 7. december 2016 kunne Lyngby offentliggøre at de havde solgt Frederik til Norske Haugesund.

### Lyngby Boldklub (2019-)
Den 15. januar 2019 kunne Lyngby igen offentliggøre at de havde hentet Frederik Gytkjær hjem i den kongeblå trøje. Han skrev under på en kontrakt af varighed på halvandet år.